# Langues en Azerbaïdjan

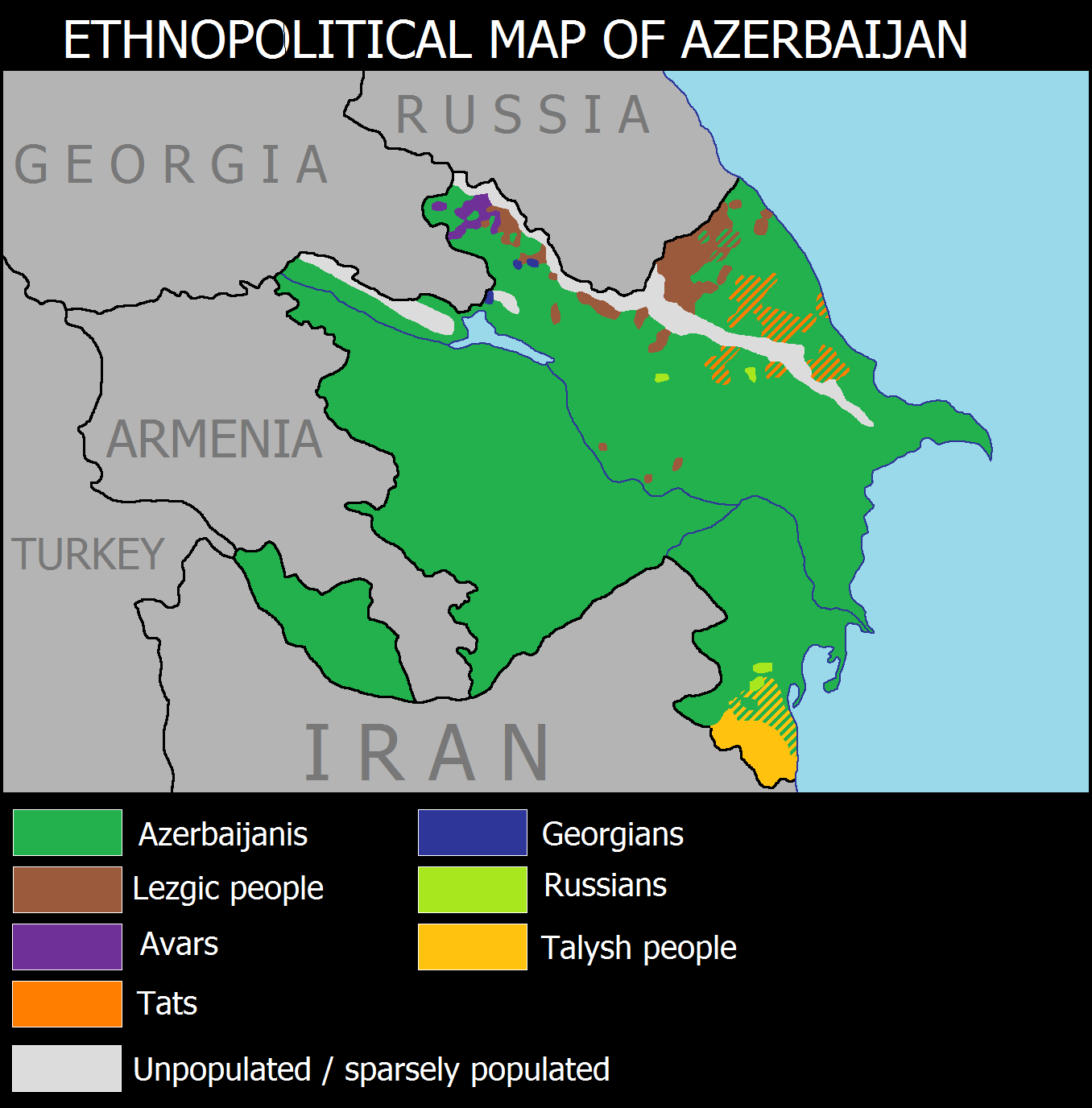
Ethnies d'Azerbaïdjan (2024, après l'effondrement de la République séparatiste du Haut-Karabagh et la fuite des Arméniens du Haut-Karabagh en 2023),

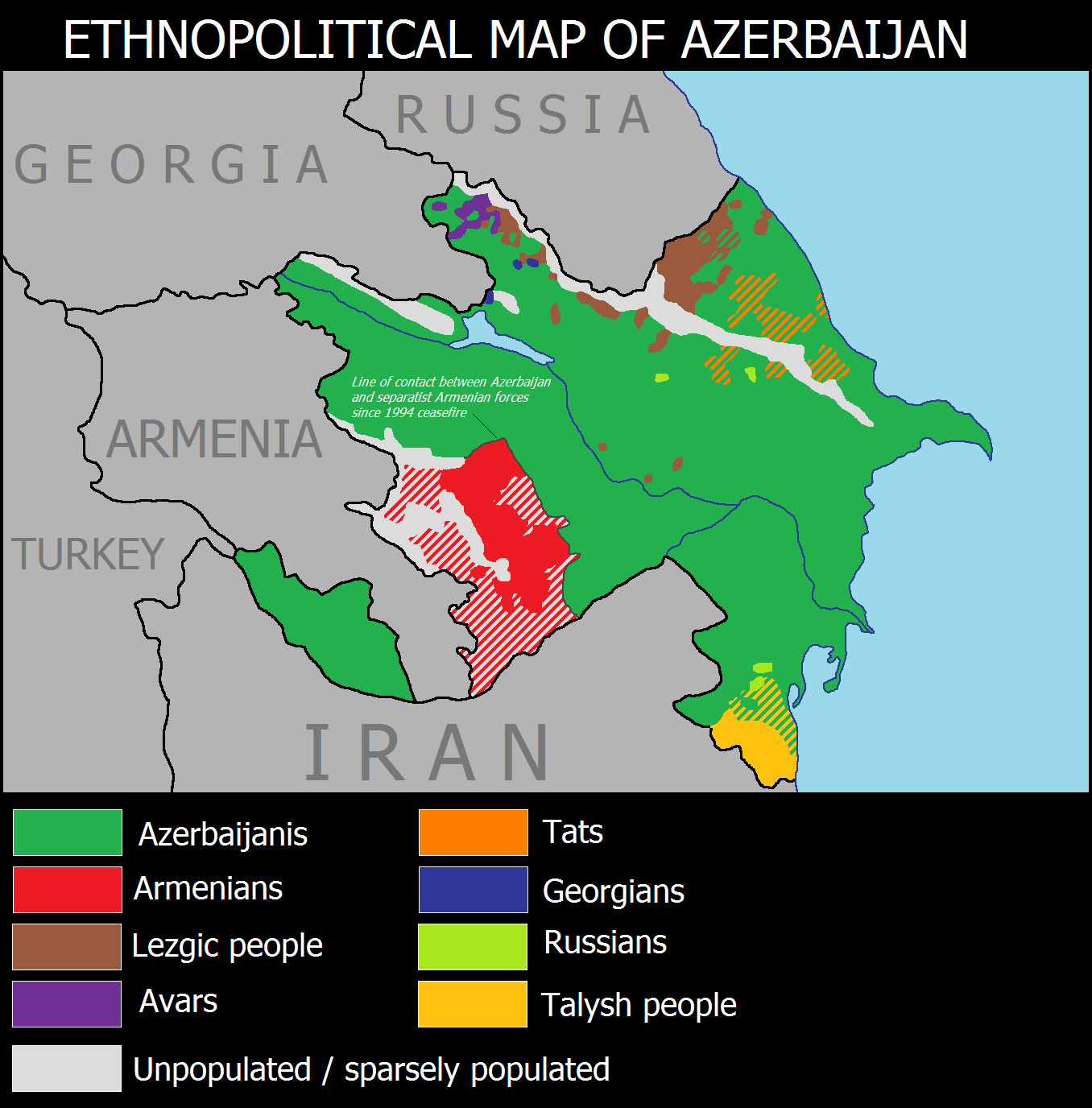
Ethnies d'Azerbaïdjan (1994-2020, après la Première guerre du Haut-Karabagh et avant la Deuxième guerre du Haut-Karabagh).

La langue officielle de l'Azerbaïdjan est l'azéri, qui est la langue maternelle de 92 % des habitants du pays.

## Langues maternelles
| Langue    | Population | %      |
| --------- | ---------- | ------ |
| Azéri     | 8 172 800  | 92,09  |
| Lezguien  | 162 540    | 1,82   |
| Arménien  | 120 180    | 1,34   |
| Russe     | 119 300    | 1,33   |
| Talysh    | 112 000    | 1,25   |
| Avar      | 49 800     | 0,56   |
| Turc      | 38 000     | 0,42   |
| Tatar     | 25 900     | 0,29   |
| Tat       | 25 200     | 0,28   |
| Ukrainien | 21 500     | 0,24   |
| Tsakhur   | 12 300     | 0,14   |
| Géorgien  | 9 900      | 0,11   |
| Judéo-tat | 9 100      | 0,10   |
| Kurde     | 6 100      | 0,07   |
| Kryz      | 4 400      | 0,05   |
| Oudi      | 3 800      | 0,04   |
| Khinalug  | 2 200      | 0,02   |
| Autre     | 9 500      | 0,11   |
| Total     | 8 922 400  | 100,00 |

## Enseignement
La part des élèves dans les écoles publiques selon la langue d'enseignement au début de l'année scolaire 2007/2008 était de 92 % en langue azéri, de 7,2 % en langue russe et de 0,1 % en langue géorgienne.

## Azéri
L'azéri est la langue officielle du pays et la langue maternelle de 92 % des habitants du pays.

## Russe
Le russe, bien que n'étant la langue maternelle que de 1,33 % de la population selon le recensement de 2009, est une langue ayant une présence conséquente en Azerbaïdjan en raison de l'héritage de la domination tsariste et soviétique : il est ainsi parlé en seconde langue par 68 % des habitants du pays. Il est considéré comme étant la seconde plus importante langue du pays après l'azéri et est largement utilisé dans la plupart des grandes villes.
Avant 1991, du temps de l'URSS, la langue russe était obligatoire dans l'enseignement, dès la maternelle. Donc, les Azéris scolarisés avant 1991 parlent le russe. Après 1991, le russe ne sera plus obligatoire, et sera en rude concurrence avec l'anglais, une langue peu répandue en Azerbaïdjan, avant 1991. Les chaînes de télévision russes sont beaucoup regardées en Azerbaïdjan. L'écriture en cyrillique a été abandonné au profit de l'écriture latine, au grand dam de Vladimir Poutine.[style à revoir]

## Anglais
L'anglais est une langue ayant une présence conséquente en Azerbaïdjan, quand, après l'indépendance de l'Azerbaïdjan, l'anglais est devenu obligatoire dans les écoles.

## Turc
Le turc est une langue ayant une présence conséquente en Azerbaïdjan.

## Français
Le français est une langue ayant une très petite présence en Azerbaïdjan,.